# Kovács S. József
Kovács S. József (született Kovács Sándor József, Lugos (Románia), 1994. március 16. –) magyar színész.

## Élete
1994. március 16-án született Lugoson Kovács Erzsébet és Kovács József második gyermekeként. 2008-ban a család Magyarországra költözött, Bácsalmásra. 2008 és 2012 között a nagykanizsai piarista gimnázium tanulója volt. Itt találkozott a színészettel, Mihály Péter zalaegerszegi színész/rendező nagy hatással volt rá. Itt érettségizett 2012-ben. Ezután felvételt nyert a budapesti Nemes Nagy Ágnes Művészeti Szakközépiskola színész II Okj-s képzésére, Naszlady Éva osztályába. A színész oklevelét 2015-ben szerezte meg. Ugyanebben az évben felvették a Kaposvári Egyetem Művészeti Karára, színművész szakra, Cserhalmi György osztályába.  2020-tól a Nemzeti Színház tagja.

## Színpadi szerepei
- Novák Eszter–KV Társulat: 12 hét (2013)
- Kárpáti Péter: A szerelem megszállott rabjának története (2013)[3]
- Csukás István–Szitha Miklós: Gombóc Artúr (r. Zsurzs Kati) (2014)
- Pass Andrea: Más nem történt (2015)[4]
- Schermann Márta: Szomszédok (2015)[5]
- Csehov: Három nővér (r. Szikora János) (2016)
- Katona József: Bánk bán (r. Vidnyánszky Attila) (2017)
- Petőfi Sándor: János vitéz (r. Vidnyánszky Attila) (2017)

## Filmes szerepei
Rövidfilmek
- Boss (2017)
- Triangle (2021)

Mozifilmek
- Apró mesék (2019)
- Becsúszó szerelem (2021)
- Elk*rtuk (2021)
- Hadik (2023)
- Emma és a halálfejes lepke (2024)

Tévéfilmek
- Szürke senkik (2016)
- A Sátán Fattya (2017)
- Örök tél (2018)

Tévésorozatok
- A Tanár (2019)
- Doktor Balaton (2021)
- Aranybulla (2022)
- Drága örökösök – A visszatérés (2023)
- Valami Amerika (2023)

## Díjak
- Magyar Filmdíj (2017) – Legjobb férfi főszereplő (tévéfilm)
- Artcadia-díj (2017)
- Birmingham Film Festival (2021) - Legjobb Színészgárda (Triangle)
- FECEA - Festival Internacional de Cinema Escolar de Alvorada (2021) - Legjobb Férfi Mellékszereplő (Triangle)